# Mark Stoermer

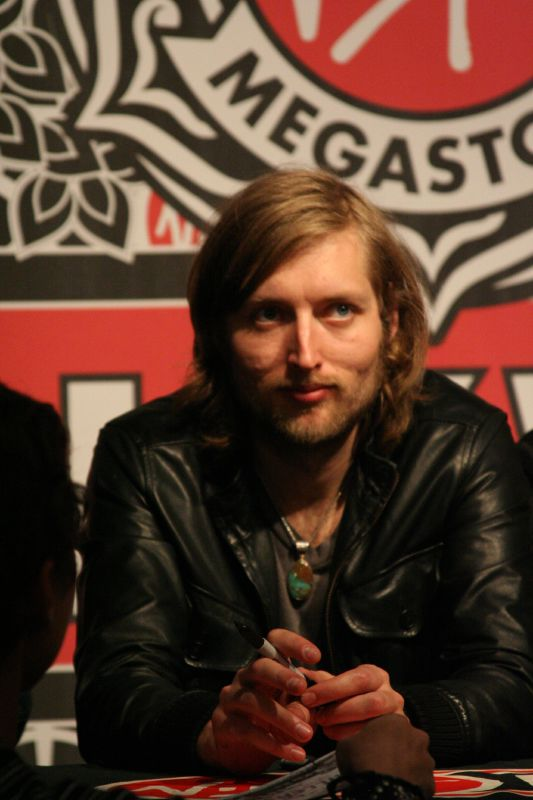
Mark Stoermer

Mark August Stoermer, född 28 juni 1977 i Houston i Texas, är en amerikansk musiker, känd som basist i det amerikanska indiebandet The Killers.
Han är född i Houston i Texas men flyttade som barn till Las Vegas i Nevada. Under sina high school-år spelade han trumpet i skolbandet. Efter att han tagit studenten läste han filosofi på UNLV, även där spelade han i skolbandet. Innan han gick med i Killers var hans jobb att köra runt organ och dylikt till olika sjukhus runt Las Vegas inför transplantationer. I lastbilen han körde var det oftast The Beatles som spelades.
Tidigare har han spelat gitarr i Habit Rouge och Negative Ponies. 2002 blev han tillfällig basist i The Killers men blev officiell medlem efter att trummisen Ronnie Vannucci jr. börjat spela i bandet. Stoermer tänkte först satsa på att bli gitarrist i The Killers, men blev erbjuden rollen som basist och tog den istället. Men gitarrspelandet har han inte helt gett upp, under liveframträdanden av låten "For Reasons Unknown" ger han sin bas till sångaren Brandon Flowers och tar upp en gitarr och spelar.